# Tanja Langer
Tanja Langer (roz. Neumann, * 10. září 1962, Wiesbaden) je německá spisovatelka a režisérka.

## Biografie
Studovala srovnávací literaturu, dějiny umění, filozofii a politologii na univerzitách v Paříži, Berlíně a Mnichově. Ve svojí diplomové práci se zabývala tématem dětství v pozdním díle Marguerite Duras a Nathalie Sarraute.
Je rozvedená a má tři děti.